# Cojedes (rijeka)
Cojedes (es. Río Cojedes) je rijeka na sjeverozapadu Venezuele, duga 340 kilometara. Pritoka je rijeke Portuguesa., a pripada porječju rijeke Orinoco.

## Karakteristike
Cojedes se formira u Llanosu u saveznoj državi Lara sutokom rijeka Turbio i Burío. Od tamo uz velike meandre teče prema jugoistoku preko ravničarskog Llanosa do ušća u Rijeku Portuguesa.
Slijev rijeke Cojedes, zajedno s pritokama proteže se preko saveznih država Lara, Portuguesa, Yaracuy, Cojedes, Barinas i Guárico.
Cojedes je poznat kao jedna od posljednjih rijeka u kojoj živi orinočki krokodil, a 2013. je ustanovljeno da u njoj živi još samo 27 odraslih ženki.
Po rijeci je dobila ime Država Cojedes, jer je ona najveći vodotok u toj inače sušnoj stočarskoj državi. Postoji zanimljiva anegdota da su graditelji dviju crkava u glavnom gradu te države San Carlosu u nedostatku vode malter miješali s mlijekom.

## Vanjske poveznice
- Río Cojedes na portalu Tierra (šp.)
- La Navegación de Vapores por el Rio Cojedes (šp.)